# 第一戰區冬季作戰
1939年11月26日至1940年4月1日，國民政府軍事委員會發動冬季攻勢。1939年12月10日至1940年2月6日，第一戰區奉命協助第二戰區反攻戰事，以主力襲擊開封與隴海、汴新交通要道以牽制日軍。國軍豫、皖邊區4萬人游擊隊遮斷蘭封、羅王一帶鐵路交通。第三集團軍以第81師主力攻擊開封，12月15日收復羅王車站，16日佔領開封。第三十六集團軍負責博愛、新鄉間之攻擊。新編第五軍於12月6日攻下安陽南北。第九軍負責博愛、沁陽一帶之攻擊。騎兵第二軍向歸德西南襲擊，並將日方山西援軍擊潰。共歷時兩個月餘。國軍傷亡約二千餘人。

## 參戰部隊

### 日本軍隊作戰序列
華北方面軍司令多田駿
- 第14師團：師團長井關隆昌
  - 第27、28旅團
  - 騎兵第18聯隊
  - 砲兵第20聯隊
- 第35師團：師團長前田治
  - 第210、221、229聯隊
- 騎兵第4旅團佐佐木登
- 近衛師團混成旅團櫻田武

### 中國軍隊作戰序列
第一戰區司令衛立煌
- 第三集團軍〔總司令孫桐萱〕
  - 第20、22師
  - 暫編騎兵第1師
- 第二十四集團軍〔總司令龐炳勳〕
  - 第40軍龐炳勳〔兼〕
  - 新編第5軍孫魁元
- 第三十六集團軍〔總司令李家鈺〕
  - 第47軍李家鈺〔兼〕
    - 第104、178師
- 第9軍郭寄嶠
  - 第8、47、54師
- 第76軍李鐵軍
  - 第24、196師

豫鄂皖邊區游擊總指揮孫桐萱
- 騎兵第2軍何柱國
  - 騎兵第3、6師
- 第一戰區游擊第1、2、4、7縱隊